# Australische Cricket-Nationalmannschaft in Südafrika in der Saison 1969/70
Die Tour der australischen Cricket-Nationalmannschaft nach Südafrika in der Saison 1969/70 fand vom 22. Januar bis zum 10. März 1970 statt. Die internationale Cricket-Tour war Bestandteil der Internationalen Cricket-Saison 1969/70 und umfasste vier Tests. Südafrika gewann die Test-Serie 4–0.

## Vorgeschichte
Australien spielte zuvor eine Tour in Indien, für Südafrika war es die erste Tour der Saison.
Das letzte Aufeinandertreffen der beiden Mannschaften bei einer Tour fand in der Saison 1966/67 in Südafrika statt.
Aufgrund der Apartheid und der Affäre um den englischen Spieler Basil D’Oliveira, die zur Absage der in der folgenden Saison geplanten Tour in England führte, war dies die letzte offizielle Tour Südafrikas bis zur Saison 1991/92.

## Stadien
Die folgenden Stadien wurden für die Tour als Austragungsort vorgesehen:
| Stadion                  | Stadt          | Kapazität | Spiele  |
| ------------------------ | -------------- | --------- | ------- |
| Sahara Stadium Kingsmead | Durban         | 25.000    | 2. Test |
| Wanderers Stadium        | Johannesburg   | 34.000    | 3. Test |
| Newlands Cricket Ground  | Kapstadt       | 25.000    | 1. Test |
| Sahara Oval St George’s  | Port Elizabeth | 19.000    | 4. Test |

## Kaderlisten
Beide Teams benannten die folgenden Kader:
| Test | Test |
| Südafrika | Australien |
| --- | --- |
| - Ali Bacher (K) - Eddie Barlow - Grahame Chevalier - Dennis Gamsy (wk) - Trevor Goddard - Lee Irvine - Tiger Lance - Denis Lindsay (wk) - Graeme Pollock - Peter Pollock - Mike Procter - Barry Richards - Peter Seymour - John Traicos - Pat Trimborn | - Bill Lawry (K) - Ian Chappell - Alan Connolly - Eric Freeman - John Gleeson - Ashley Mallett - Laurie Mayne - Graham McKenzie - Ian Redpath - Paul Sheahan - Keith Stackpole - Brian Taber (wk) - Doug Walters |

## Tour Matches
| 19. – 21. März Scorecard | Bloemfontein | Australians 417-9d (89)                            | – | Orange Free State 174 (81.4) & 58 (47.4) (f/o) |
|                          |              | Australians gewinnt mit einem Inngins und 185 Runs |   |                                                |

## Tests

### Erster Test in Kapstadt
| 22. – 27. Januar Scorecard | Kapstadt | Südafrika 382 (167.1) & 232 (96) | – | Australien 164 (66.4) & 280 (129.1) |
|                            |          | Südafrika gewinnt mit 170 Runs   |   |                                     |

Südafrika gewann den Münzwurf und entschied sich, als Schlagmannschaft zu beginnen.

### Zweiter Test in Durban
| 5. – 9. Februar Scorecard | Durban | Südafrika 622-9d (167.5)                         | – | Australien 157 (48.2) & 336 (131.2) (f/o) |
|                           |        | Südafrika gewinnt mit einem Innings und 129 Runs |   |                                           |

Südafrika gewann den Münzwurf und entschied sich, als Schlagmannschaft zu beginnen.

### Dritter Test in Johannesburg
| 19. – 24. Februar Scorecard | Johannesburg | Südafrika 279 (102.4) & 408 (121.3) | – | Australien 202 (91.2) & 178 (77.5) |
|                             |              | Südafrika gewinnt mit 307 Runs      |   |                                    |

Südafrika gewann den Münzwurf und entschied sich, als Schlagmannschaft zu beginnen.

### Vierter Test in Port Elizabeth
| 5. – 10. März Scorecard | Port Elizabeth | Südafrika 311 (123.2) & 470-8d (121.2) | – | Australien 212 (76.1) & 246 (90.3) |
|                         |                | Südafrika gewinnt mit 323 Runs         |   |                                    |

Südafrika gewann den Münzwurf und entschied sich, als Schlagmannschaft zu beginnen.